# Архиепархия Падерборна
Архиепархия Падерборна (лат. Archidioecesis Paderbornensis) — архиепархия Римско-Католической церкви с центром в городе Падерборн, Германия. В митрополию Падерборна входят епархии Эрфурта, Фульды, Магдебурга . Кафедральным собором архиепархии Падерборна является Собор святого Либория.

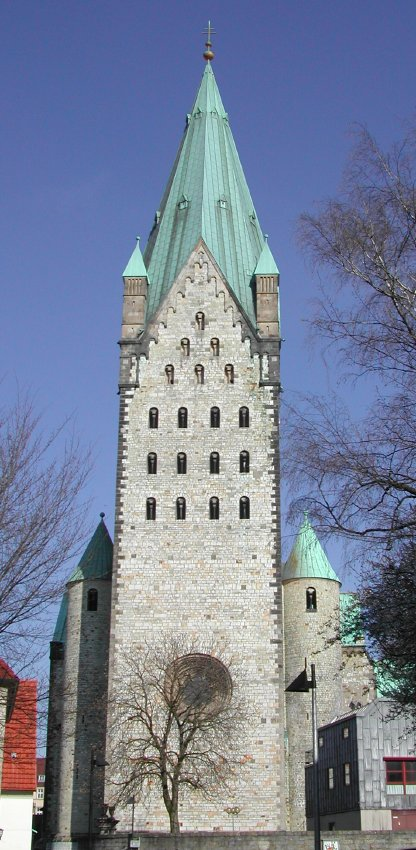
Собор святого Либория, Падерборн, Германия

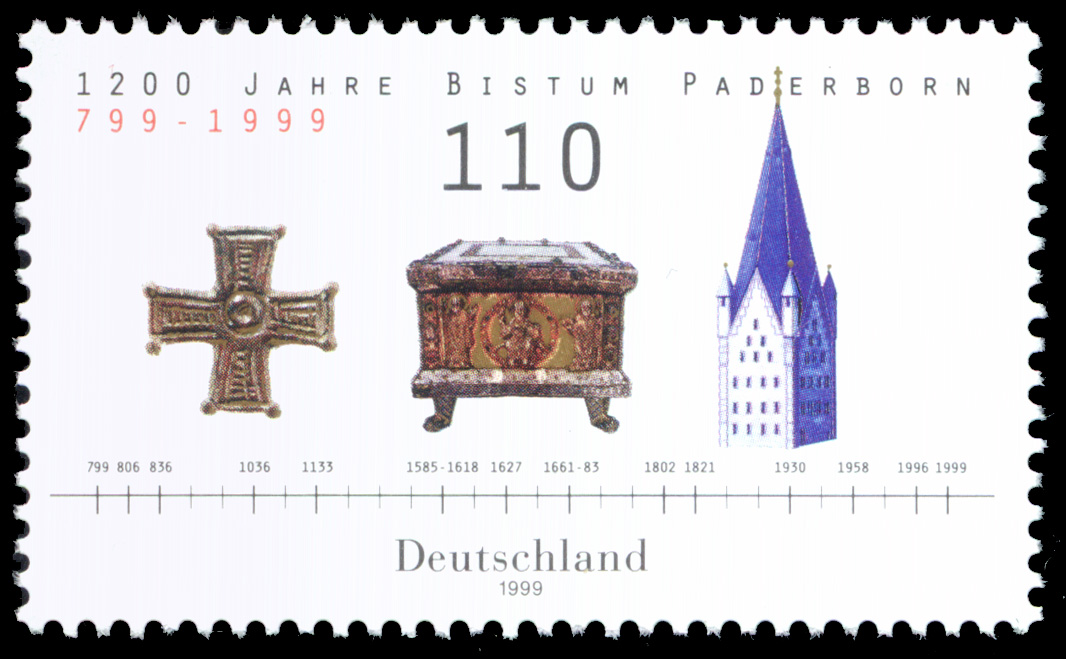
Почтовая марка Германии, посвящённая 1200-летию архиепархии Падерборна

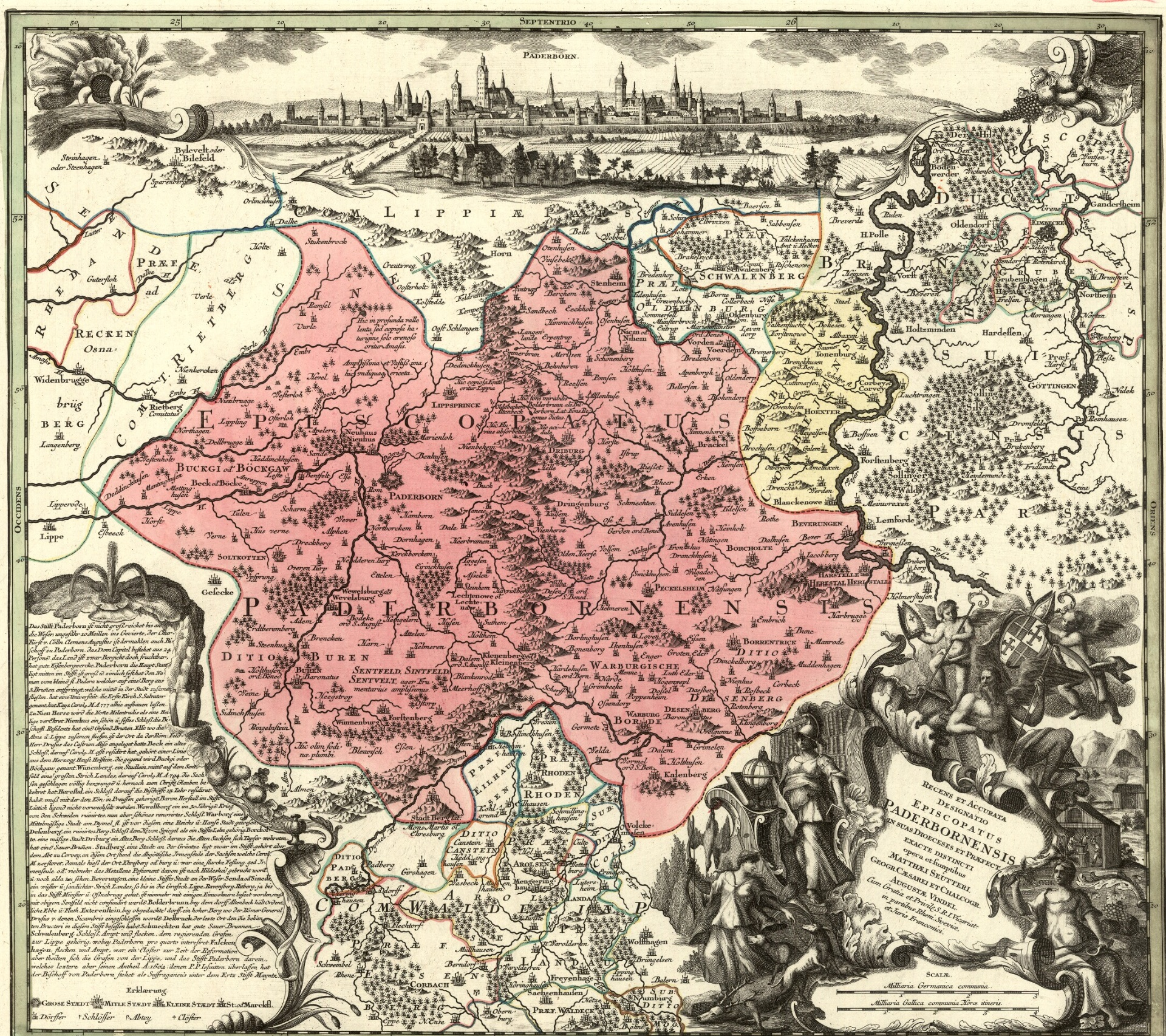
Карта епархии Падерборна, 1750 г.

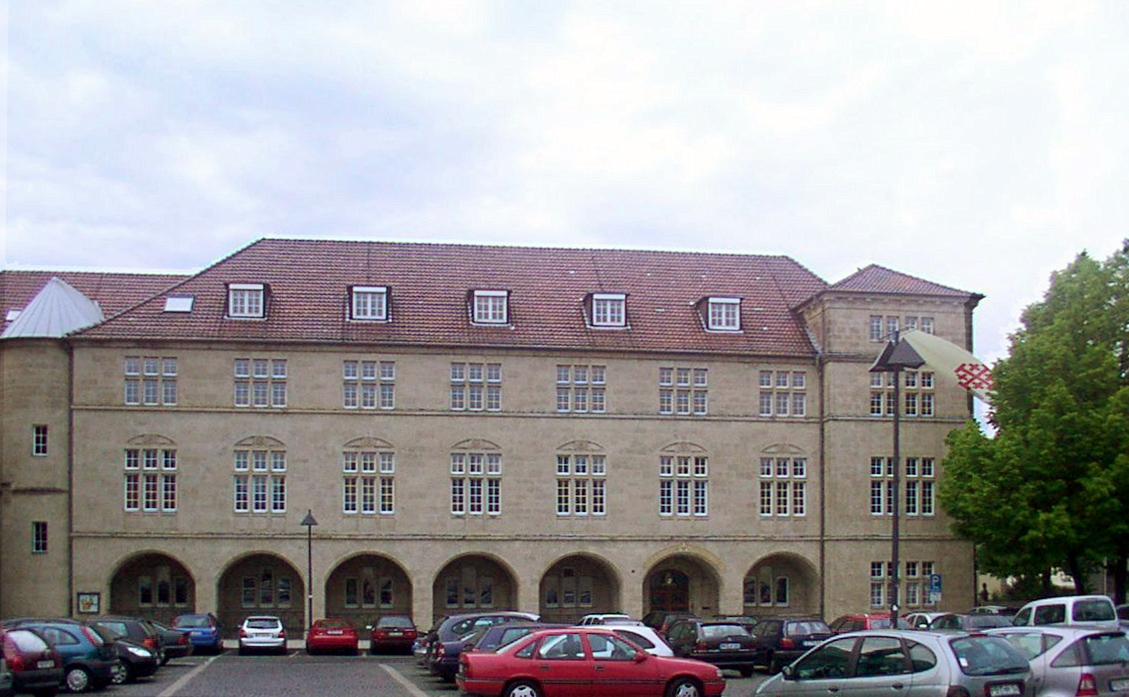
Резиденция архиепископа

## История
Епархия Падерборна была учреждена Римским папой Львом III в 799 году. В этом же году епархия Падерборна стала суффраганной епархией архиепархии Майнца (сегодня — Епархия Майнца).
В первой половине XIV века первым князь-епископом епархии Падерборна стал епископ Бернард из Липпе. В это же году возник конфликт с архиепископом из Кёльна из-за кафедры епископа, который был урегулирован только в XVI веке. За время конфликта архиепископ Кёльна был несколько раз апостольским администратором Падерборна.
В 1792 году епархия Падерборна передала часть своей территории для образования новой епархии Корвея (упразднена 16 января 1821 года).
В 1803 году в результате германской медиатизации епископ Франц Эгон фон Фюрстенберг стал последним князь-епископом Падерборна.
16 января 1821 года Римский папа Пий VII выпустил буллу De salute animarum, которой упразднил епархию Корвея, передав её территорию епархии Падерборна. В этот же день апостольский викариат Северной Германии передал часть своей территории епархии Падерборна, которая вошла в митрополию Кёльна.
1 марта 1921 года к территории епархии Падерборна присоединились земли упразднённого герцогства Анхальта.
13 августа 1930 года Римский папа Пий XI издал буллу Pastoralis officii nostri, которой упразднил апостольский викариат Северной Германии, присоединив его земли епархии Падерборна. Этой же буллой епархия Падерборна была возведена в ранг архиепархии с суффраганными епархиями Фульды и Хильдесхайма.
23 февраля 1957 года архиепархия Падерборна передала часть своей территории новой епархии Эссена.
20 января 1966 года архиепархия Падерборна была разделена структурно на 39 деканатов.
23 июля 1973 года архиепархия Падерборна передала часть своей территории для возведения новой апостольской администратуре Магдебурга (сегодня — Епархия Магдебурга).
27 октября 1994 года из митрополии Падерборна вышла епархия Хильдесхайма, перейдя в митрополию Гамбурга.
1 января 2006 года в архиепархии Падерборна произошла реструктуризация, в результате которого ранее существовавшие 39 деканатов были укреплены и образованы новые 19 деканатов.

## Ординарии архиепархии
- святой епископ Хатумар (795 — 9.08.815);
- святой епископ Бадурад (815 — 17.09.852);
- епископ Лиутард (859 — 2.05.886);
- епископ Бизо (июнь 886 — 9.09.908);
- епископ Теодерих I (октябрь 908 — 8.12.916);
- епископ Унван (25.01.917 — 20.07.935);
- епископ Дудо (август 935 — 26.07.960);
- епископ Фолькмар (август 960 — 17.02.981);
- епископ Ретар (983 — 6.03.1009);
- епископ Майнверк (13.03.1009 — 5.06.1036);
- епископ Рото (июль 1036 — 6.11.1051);
- епископ Имад (25.12.1051 — 3.02.1076);
- епископ Поппо (март 1076 — 28.11.1084);
- епископ Генрих фон Ассель (декабрь 1084—1090);
- епископ Генрих фон Верль (1090 — 14.10.1127);
- епископ Бернхард фон Эзеде (ноябрь 1127 — 16.07.1160);
- епископ Эвергис (август 1160 — 28.09.1178);
- епископ Зигфрид (фон Халлермунд?) (октябрь 1178 — 10.02.1188);

## Князья-епископы
См. Падерборнское княжество-епископство

## Епископы (с 1803 года)
- епископ Франц Эгон фон Фюрстенберг (6.01.1789 — 11.08.1825);
- епископ Фридрих Клеменс фон Ледебур (10.11.1825 — 30.08.1841);
- епископ Рихард Корнелиус Даммерс (27.11.1841 — 11.10.1844);
- епископ Иоганн Франц Дреппер (11.01.1845 — 5.11.1855);
- епископ Мартин Конрад (29.01.1856 — 16.07.1879);
  - Sede vacante (1879—1882);
- епископ Франц Каспар Дробе (24.03.1882 — 7.03.1891);
- епископ Губерт Теофил Зимар (25.06.1891 — 23.10.1899) — назначен архиепископом Кёльна;
- епископ Вильгельм Шнайдер (10.05.1900 — 31.08.1909);
- епископ Карл Йозеф Шульте (30.11.1909 — 8.03.1920) — назначен архиепископом Кёльна;

## Архиепископы (с 1930 года)
- архиепископ Каспар Кляйн (30.04.1920 — 26.01.1941);
- кардинал Лоренц Йегер (10.08.1941 — 30.06.1973);
- кардинал Йоханнес Йоахим Дегенхардт (4.04.1974 — 25.07.2002);
- архиепископ Ханс-Йозеф Беккер (3.07.2003 — 1.10.2022);
- архиепископ Удо Маркус Бенц (9.12.2023 — по настоящее время).

## Источник
- Annuario Pontificio, Ватикан, 2007
- Булла Pastoralis officii nostri Архивная копия от 27 марта 2010 на Wayback Machine, AAS 23 (1931), стр. 34 (лат.)